# Elbert County (Georgie)
Elbert County je okres ve státě Georgie ve Spojených státech amerických. K roku 2010 zde žilo 20 166 obyvatel. Správním městem okresu je Elberton. Celková rozloha okresu činí 970 km². Vznikl 10. prosince 1790.